# Scherbentanz (Band)
Scherbentanz ist eine deutsche Rockband, die 2010 in Regensburg gegründet wurde und zur Musikrichtung Neue Deutsche Härte, Gothicmetal gezählt wird.

## Geschichte
Die Band wurde 2010 in Regensburg unter dem Projektnamen „Feindstaat“ gegründet und bestand zunächst aus Florian Stangl (Gitarre und Gesang) und Thomas Wimmer (Gitarre), später stieß Roland Zeller (Schlagzeug) hinzu. Im Jahr 2011 erweiterte Virgil Fenzl das Trio am Synthesizer. 2012 wurde die Debüt-EP Zentriert (limitiert auf 500 Stück) mit einem Mix aus NDH-Stampfern und Power Balladen veröffentlicht.
Durch Konzerte mit namhaften Künstlern aus dem Metal, Gothic Rock und Mittelalter-Rock-Bereich, wie unter anderem Ingrimm, Herzparasit und Scream Silence, baute Scherbentanz seine Bekanntheit kontinuierlich aus.
2015 wurde Roland Zeller am Schlagzeug von Atargatis-Schlagzeuger Jürgen Schäfer abgelöst. Auch gab es einen Wechsel am Bass (Dirk Wendler) und Dominik Franciosi übernahm den Gesang.
Nach der Verabschiedung von Thomas Wimmer, der sich 2016 dem Projekt Fuchsteufelswild zuwandte, begann die Produktion des ersten Studioalbums Reflektion im von Johannes Wenisch geleiteten Tonstudio ROOM4, das am 7. September 2018 über das Plattenlabel STF Records veröffentlicht wurde. Im November 2019 veröffentlichte Scherbentanz die ebenfalls im Tonstudio ROOM4 aufgenommene Single Dampfmaschine. Gemastert wurde die Single bei 24-96 Mastering. Dampfmaschine thematisiert die Steuerung der Menschheit durch die Industrie: „Im Mittelpunkt steht der Dampf. Er regiert die Welt, die Menschheit und das Geld. Materielle Güter verschleiern den Verstand der Bevölkerung ebenso, wie Macht und Korruption“ war das Motto der Single-Auskopplung.
Im November/Dezember 2019 ging Scherbentanz auf Deutschland-Tour mit der Band Stahlmann. Beim Tour Auftakt dieser „Kinder der Sehnsucht“-Tour in Göttingen spielte zusätzlich als Special Guest die Gothic Rock Band Lacrimas Profundere. Durch diesen Supportslot erhielt Scherbentanz in der NDH-Szene große Aufmerksamkeit.

Scherbentanz 2021 in Tennenbronn

Das zweite Album Halbes Herz wurde 2021 in Eigenproduktion aufgenommen. Teilfinanziert wurde das Album durch Crowdfunding. Produziert wurde das Album von Virgil Fenzl & Johannes Wenisch (ROOM4), gemastert von Robin Schmidt (24-96 Mastering). Nachdem Dominik Franciosi aus privaten Gründen die Band verlassen musste, übernahm Manuel Cech diese Position, der früher als Bühnenpyrotechniker, Magier und Illusionist tätig war. Als weibliche Gastsängerin unterstützte  Simone Zurbrügg, ehemals Sängerin bei Fuchsteufelswild, die Band. Zudem kam in der durch COVID-19 bedingten Zwangspause Maximilian Resch als Unterstützung an der Gitarre zur Band.
Zu Halloween 2021 wurde das Musikvideo zur Singleauskopplung Lucia veröffentlicht, das im Schwarzwald gedreht wurde und die sagenumwobene heilige Lucia thematisiert.
Das Album Halbes Herz erschien am 25. Februar 2022. Alle Einzeltracks werden über das Jahr verteilt als Single-Auskopplungen auf den digitalen Streaming-Diensten wie Spotify, Amazon Music, Apple Music, Deezer veröffentlicht.
Ein weiteres Musikvideo wurde der Singleauskopplung Schrei für mich am 10. Juni 2022 gewidmet, was sich mit dem Thema häuslicher Gewalt auseinandersetzt und dazu aufruft, die Augen nicht zu verschließen und Freunde und Bekannte zu unterstützen.
Für den Zeitraum September–Dezember 2022 wurde Scherbentanz Support für die „Sieben“-Tour mit der Gothic-Rock-Band Schwarzer Engel. Diese Tour knüpfte an die Erfolge an, die Scherbentanz bereits zuvor auf Festivals wie dem Metalacker Tennenbronn Festival 2022 hatte.
Nach dem Ausscheiden von Sänger Manuel Cech im Sommer 2024 wurde Chris Rotten neuer Frontmann der Band.

## Stil
Die Band verwendet neben den klassischen Instrumenten der Rockmusik (Bass, Schlagzeug, E-Gitarre, Synthesizer) verschiedene Folkinstrumente, wie Geige und Querflöte in ihrer Musik. Genretypisch für die Stilrichtung NDH werden kraftvolle Melodien mit prägnantem Gesang (in deutscher Sprache) präsentiert.
Die eingängigen Texte thematisieren oft mehr oder weniger direkt Abgründe unserer Gesellschaft. Auch Magie, Legenden und autobiographische Elemente lassen sich in den Texten wiederfinden. Die Texte des Albums Halbes Herz wurden hierzu von Manuel Cech bei der Übernahme seiner Position am Gesang überarbeitet. Chris Rotten übernahm eine weitere Überarbeitung der Gesangsparts der Alben Reflektion sowie Halbes Herz, welche nun mit wesentlich prägnanterer Gesangsmelodie aufwarten. Auch finden sich in den Scherbentanz Songs nun Growl und Scream Parts vor, welche eine neue stilistische Richtung für die Band bedeuten.

## Rezeption
Das Debütalbum Reflektion wurde gemischt aufgenommen. Musikreviews bemängeln den „knödeligen Gesang“, loben aber zugleich die „Melodramatik“ der musikalischen Präsentation.
Auch wird positiv hervorgehoben, dass die Texte zum „Nachdenken anregen“.
Ebenso wird betont, dass das Album sich musikalisch auf einem „hohem Niveau“ befindet.
Das zweite Album Halbes Herz bekam positive Resonanz in der Fachpresse. „Ein Album, das bezüglich der Instrumentierung und Melodieführung kritiklos punkten kann“.
„Ein rockig-elektronnisches Album, das Freunden von Rammstein oder Stahlmann sicher gefallen wird“ sagt Sonic Seducer in der Ausgabe 03/22.
Heavy Metal Heaven gibt an, dass „alle Stücke ihren besonderen Charme haben“ und bezeichnet das Album als „eindrucksvolles deutsches Liedgut“.

## Diskografie

### Studioalben
- Reflection (STF Records; 2018)
- Halbes Herz (Eigenproduktion; 2022)

### EPs
- Zentriert (2012)

### Singles
- Dampfmaschine (STF Records; 2019)

Auskopplungen aus dem Album Halbes Herz:
- Lucia  (2021)
- Der dunkle Weg  (2022)
- Die Botschaft  (2022)
- Maskenball  (2022)
- Schrei für mich  (2022)
- Meister der Magie  (2022)
- Die Todsünde (2022)
- Horrorkabinet (2022)
- Lebendiges Gift (2022)